# Ici Paris (chanson)
Pour les articles homonymes, voir Ici Paris (homonymie).
Singles de Noir Désir
Lolita nie en bloc
(1993) Marlène (live)
(1994)
Pistes de Tostaky
Here It Comes Slowly Oublié
Ici Paris est une chanson du groupe français Noir Désir, sortie en 1993 sous le label Barclay à l'occasion de l'album Tostaky. C'est la troisième chanson de l'album éditée en single après Tostaky (le continent) et Lolita nie en bloc.
Les paroles, écrites par Bertrand Cantat, seulement trois ans après la chute du mur de Berlin et un an après la dislocation de l'URSS, ne traitent pas uniquement de la ville de Paris, mais des grandes métropoles en général et d'autres sujets politiques. Elles évoquent tout à la fois le pluriculturalisme de la capitale (« Marianne, rebelle, me disait qu'elle est plus jolie métissée, ici Paris »), la difficulté de vivre en milieu urbain (citant notamment « Syd Barrett »), l'uniformité et la déshumanisation des villes, en dénonçant le libéralisme (« ici New York, ici Moscou, chacun pour soi, tous pour les sous, solidaires »). Le narrateur caresse l'espoir d'échapper à tout ça (« ici Paris, épargne moi »).
Le single comporte également une version live de Pyromane, une chanson issue du premier album Où veux-tu qu'je r'garde ?, enregistrée dans les Arènes d'Arles le 24 juillet 1993.
Une version live d'Ici Paris figure sur l'album Dies irae  (1994). La chanson est également présente dans les deux compilations du groupe, En route pour la joie (2001) et Soyons désinvoltes, n'ayons l'air de rien (2011). Une autre version live, enregistrée justement à Paris (La Cigale) en 1993, se trouve sur le DVD qui accompagne le format Deluxe de Soyons désinvoltes.

## Titres du disque
- CD 2 titres

1. Ici Paris - 3:37
2. Pyromane (live) - 4:22